# شاه‌گیش سیاه
شاه‌گیش سیاه (نام علمی: Caranx lugubris) نام یک گونه از سرده شاه‌گیش است.